# To the name above every name
To the name above every name is een compositie van Arnold Bax.
Bax schreef muziek bij een tekst van de 17e-eeuwse dichter Richard Crashaw, een van de Metaphysical poets, dat begint met "I sing the name which none can say". Bax schreef het voor het in Engeland bekende Three Choirs Festival, waarbij de beste koren hun performance gaven. Het werk kenmerkt zich dan ook door een moeilijke koorpartij en a capella polyfone passages. Bovendien wisselt de sfeer in het werk snel, dus Bax leefde zich bijzonder uit in zijn eigen stijl. Het werk eindigt triomfantelijk. Het werk werd inderdaad uitgevoerd tijdens genoemd festival. Op 5 september 1923 werd het onder leiding van Ivor Atkins uitgevoerd in de Kathedraal van Worcester. Soliste daarbij was Agnes Nicholls, de vrouw van collegacomponist Hamilton Harty. Daarna werd het direct stil rond dit werk. Onderzoek door Graham Parlett (hij schreef een biografie over Bax) wees uit dat het werk in 1973 wel op de lessenaars stond, maar dat de dirigent Vernon Handley inzag dat het beoogde koor het niet aan kon. Handley, vooral bekend om het uitvoeren van onbekend gebleven Britse werken, zag in 1983 pas weer een mogelijkheid. De uitvoering vond toen plaats in het kader van de viering van de 100e geboortedag van de componist. Opnieuw verdween het in de la, om er pas in 2003 voor de plaatopname uit te komen.
Orkestratie:
- sopraan
- gemengd koor (sopranen, alten, tenoren, baritons)
- 3 dwarsfluiten (III ook piccolo), 2 hobo’s, 1 althobo, 2 klarinetten, 1 basklarinet, 2 fagotten, 1 contrafagot
- 4 hoorns, 3 trompetten, 3 trombones, 1 tuba
- pauken, 3 man/vrouw percussie, orgel, harp
- violen, altviolen, celli, contrabassen